# Wilhelm Fiedler
Otto Wilhelm Fiedler (Chemnitz, 3 de abril de 1832 — Zurique, 19 de novembro de 1911) foi um matemático alemão/suíço.

## Obras
- com George Salmon: Analytische Geometrie der Kegelschnitte mit besonderer Berücksichtigung der neueren Methoden, Teubner 1860, 2ª Edição 1866 (Digitalisat), 5ª Edição em 2 partes 1887/88 (Tl. 1, Tl. 2), 7ª Edição 1907
- Die Elemente der neueren Geometrie und die Algebra der binären Formen: Ein Beitrag zur Einführung in die Algebra der linearen Transformationen, Teubner 1862 (Digitalisat)
- com George Salmon: Vorlesungen zur Einführung in die Algebra der linearen Transformationen, Teubner 1863, 3ª Edição 1878
- com George Salmon: Analytische Geometrie des Raumes, 2 Bände, Teubner 1863, 1865, 4ª Edição, 1898
  - Volume 1: Die Elemente der analytischen Geometrie des Raumes und die Theorie der Flächen zweiten Grades
  - Volume 2: Analytische Geometrie der Curven im Raume und der algebraischen Flächen
- Die darstellende Geometrie in organischer Verbindung mit der Geometrie der Lage, Teubner 1871, 3. Auflage in drei Bänden 1883–1888
  - Volume 1: Die Methoden der darstellenden und die Elemente der projectivischen Geometrie: für Vorlesungen und zum Selbststudium
  - Volume 2: Die darstellende Geometrie der krummen Linien und Flächen
  - Volume 3: Die constituirende und analytische Geometrie der Lage
- com George Salmon: Analytische Geometrie der höheren ebenen Kurven, Teubner 1873, 2ª Edição 1882
- Cyklographie oder Construction der Aufgaben über Kreise und Kugeln und elementare Geometrie der Kreis- und Kugelsysteme, Teubner 1882 (Digitalisat)
- Meine Mitarbeit an der Reform der darstellenden Geometrie in neuerer Zeit. In: Jahresbericht der Deutschen Mathematiker-Vereinigung. Volume 14 (1905), p. 493–503 (Digitalisat).